# Heba Kadry
Heba Kadry est une ingénieure du son égyptienne, qui a établi sa carrière professionnelle depuis 2007 à New York. Spécialisée dans le mastering, elle est surtout connue pour son travail avec des artistes pop et indie rock comme Björk, Beach House, Slowdive, The Mars Volta, Neon Indian, Wooden Shjips, ou Lightning Bolt.

## Biographie
Heba Kadry a grandi au Caire, en Égypte. Sa mère était chimiste, son père ingénieur civil. Adolescente, elle s'intéresse à MTV, à la musique alternative et au rock indépendant. Elle effectue ses études à l'université américaine au Caire,.
Elle se rend aux États-Unis en 2003 pour étudier la production musicale à l'école Recording Workshop (RECW), à Chillicothe dans l'Ohio. Elle effectue ensuite un stage à SugarHill Recording Studios, à Houston (Texas), où elle travaille plusieurs années comme ingénieure du son. 
Dans le but d'apprendre le mastering, elle quitte son travail à Houston et se rend à New York en 2007. Sa première expérience de mastering est un album du groupe Future Islands, pour le label Thrill Jockey. De 2013 à 2019, elle travaille comme ingénieure de mastering pour le Timeless Mastering studio à New York. À partir de 2019, elle établit son propre studio de mastering.
En 2017, la musicienne Björk lui demande de faire le mixage de son album Utopia. Pour Kadry, il s'agit de sa première expérience de mixage.
En 2023, elle est invitée par le festival néerlandais Le Guess Who? à concevoir une programmation. Elle y invite entre autres les artistes 3Phaz, Baskot lel Baltageyya, Kamilya Jubran, Amina Alaoui et Deena Abdelwahed,.

### Mastering de rééditions
Kadry a réalisé le mastering pour des rééditions d'albums, pour des artistes comme Diamanda Galás ou Ryūichi Sakamoto.